# Barbados i olympiska sommarspelen 2016
Barbados deltog med 12 deltagare vid de olympiska sommarspelen 2016 i Rio de Janeiro. Ingen av landets deltagare erövrade någon medalj.

## Friidrott
Förkortningar
- Notera– Placeringar avser endast det specifika heatet.
- Q = Tog sig vidare till nästa omgång
- q = Tog sig vidare till nästa omgång som den snabbaste förloraren eller, i fältgrenarna, genom placering utan att nå kvalgränsen
- NR = Nationellt rekord
- N/A = Omgången fanns inte i grenen
- Bye = Idrottaren behövde inte tävla i omgången

Herrar
Bana och väg
| Idrottare       | Gren                | Heat     | Heat      | Kvartsfinal | Kvartsfinal | Semifinal        | Semifinal        | Final            | Final            |
| Idrottare       | Gren                | Resultat | Placering | Resultat    | Placering   | Resultat         | Placering        | Resultat         | Placering        |
| --------------- | ------------------- | -------- | --------- | ----------- | ----------- | ---------------- | ---------------- | ---------------- | ---------------- |
| Ramon Gittens   | Herrarnas 100 meter | Bye      | Bye       | 10.25       | 4           | Gick inte vidare | Gick inte vidare | Gick inte vidare | Gick inte vidare |
| Levi Cadogan    | Herrarnas 200 meter | 21.02    | 7         | i.u.        | i.u.        | Gick inte vidare | Gick inte vidare | Gick inte vidare | Gick inte vidare |
| Burkheart Ellis | Herrarnas 200 meter | 20.74    | 4         | i.u.        | i.u.        | Gick inte vidare | Gick inte vidare | Gick inte vidare | Gick inte vidare |
| Ramon Gittens   | Herrarnas 200 meter | 20.58    | 3         | i.u.        | i.u.        | Gick inte vidare | Gick inte vidare | Gick inte vidare | Gick inte vidare |

Damer
Bana och väg
| Idrottare       | Gren                    | Heat     | Heat      | Semifinal        | Semifinal        | Final            | Final            |
| Idrottare       | Gren                    | Resultat | Placering | Resultat         | Placering        | Resultat         | Placering        |
| --------------- | ----------------------- | -------- | --------- | ---------------- | ---------------- | ---------------- | ---------------- |
| Kierre Beckles  | Damernas 100 meter häck | 13,01    | 6         | Gick inte vidare | Gick inte vidare | Gick inte vidare | Gick inte vidare |
| Tia-Adana Belle | Damernas 400 meter häck | 56,68    | 4         | Gick inte vidare | Gick inte vidare | Gick inte vidare | Gick inte vidare |

Fältgrenar
| Idrottare   | Gren              | Kval    | Kval      | Final            | Final            |
| Idrottare   | Gren              | Distans | Placering | Distans          | Placering        |
| ----------- | ----------------- | ------- | --------- | ---------------- | ---------------- |
| Akela Jones | Damernas höjdhopp | 1,85    | 31        | Gick inte vidare | Gick inte vidare |

Kombinerade grenar – Damernas sjukamp
| Idrottare   | Gren     | 100H  | HH   | KS    | 200 m | LH   | SK    | 800 m   | Final | Placering |
| ----------- | -------- | ----- | ---- | ----- | ----- | ---- | ----- | ------- | ----- | --------- |
| Akela Jones | Resultat | 13,00 | 1,89 | 14,09 | 24,35 | 6,30 | 42,00 | 2:41,12 | 6173  | 20        |
| Akela Jones | Poäng    | 1124  | 1093 | 800   | 947   | 943  | 706   | 560     | 6173  | 20        |

## Simning
| Simmare      | Gren                   | Heat    | Heat      | Final            | Final            |
| Simmare      | Gren                   | Tid     | Placering | Tid              | Placering        |
| ------------ | ---------------------- | ------- | --------- | ---------------- | ---------------- |
| Alex Sobers  | Herrarnas 400 m frisim | 3.59,97 | 44        | Gick inte vidare | Gick inte vidare |
| Lani Cabrera | Damernas 400 m frisim  | 4.28,95 | 30        | Gick inte vidare | Gick inte vidare |

## Tennis
| Spelare     | Gren       | Omgång 1                 | Omgång 2          | Åttondelsfinaler  | Kvartsfinaler     | Semifinaler       | Final / BM        | Final / BM       |
| Spelare     | Gren       | Motståndare Poäng        | Motståndare Poäng | Motståndare Poäng | Motståndare Poäng | Motståndare Poäng | Motståndare Poäng | Placering        |
| ----------- | ---------- | ------------------------ | ----------------- | ----------------- | ----------------- | ----------------- | ----------------- | ---------------- |
| Darian King | Herrsingel | Johnson (USA) L 3–6, 2–6 | Gick inte vidare  | Gick inte vidare  | Gick inte vidare  | Gick inte vidare  | Gick inte vidare  | Gick inte vidare |

## Triathlon
| Idrottare    | Gren                | Simning (1,5 km) | Trans 1 | Cykling (40 km) | Trans 2         | Löpning (10 km) | Totaltid        | Placering       |
| ------------ | ------------------- | ---------------- | ------- | --------------- | --------------- | --------------- | --------------- | --------------- |
| Jason Wilson | Herrarnas triathlon | 17:31            | 0:49    | Fullföljde inte | Fullföljde inte | Fullföljde inte | Fullföljde inte | Fullföljde inte |